# Bruno Callieri
Bruno Callieri (Roma, 17 luglio 1923 – Roma, 9 febbraio 2012) è stato uno psichiatra italiano.
Assieme a Danilo Cargnello, Eugenio Borgna, Franco Basaglia, Umberto Galimberti, Giovanni Enrico Morselli, Lorenzo Calvi, Ferdinando Barison e Arnaldo Ballerini, ha introdotto e diffuso in Italia le idee della psichiatria fenomenologica, proponendosi al crocevia tra formazione naturalistica e vocazione umanistica.

## Biografia
Si laurea in Medicina e Chirurgia all'Università di Roma nel 1948, quindi consegue la specializzazione in Clinica delle Malattie Nervose e Mentali, con una tesi sull'uso delle anfetamine negli psicotici, nel 1951.
Libero docente in psichiatria nel 1955, e in Clinica delle Malattie Nervose e Mentali nel 1957, trascorre due semestri nella Clinica Psichiatrica di Heidelberg, collaborando con K. Schneider, docente di psicopatologia clinica. Lavora quindi nei reparti neurologici e di neurobiochimica del Policlinico Umberto I di Roma, e dal 1972 al 1978 è direttore dell'Ospedale Psichiatrico S. Maria Immacolata di Guidonia (Roma), dove promuove la liberalizzazione dei degenti. Docente di psicopatologia presso varie scuole di specializzazione universitarie di Roma, dal 1994 è stato presidente onorario della Società Italiana per la Psicopatologia.
Seguace degli indirizzi psicopatologici di Karl Jaspers e Kurt Schneider, i suoi interessi principali si collocano nell'area della psicopatologia clinica, della fenomenologia esistenziale e della psicopatologia sociale, con aperture all'antropologia e le scienze umane nel loro complesso.
Collabora alle voci attinenti alla neurologia, psichiatria, psicopatologia e la psicologia di varie opere specialistiche, fra le quali l'Enciclopedia Medica Italiana, l'Enciclopedia Cattolica, l'Enciclopedia del Novecento, il Dizionario di Mistica, l'Enciclopedia Treccani (L'universo del corpo e Lessico Universale Italiano, nonché l'Enciclopedia Filosofica).

## Opere
Con all'attivo circa 500 pubblicazioni e dieci volumi monografici, ricordiamo:
- Lineamenti di psicopatologia fenomenologica, Il Pensiero Scientifico, Roma, 1972 (II edizione con Mauro Maldonato, Gilberto Di Petta, Napoli, 1999);
- Quando vince l'ombra, Città Nuova editrice, Roma, 1982 (II edizione, Edizioni Universitarie Romane, Roma, 2001);
- Percorsi di uno psichiatra, Edizioni Universitarie Romane, Roma, 1993;
- Medusa allo specchio. Maschere fra antropologia e psicopatologia (con Laura Faranda), Edizioni Universitarie Romane, Roma 2001;
- Paranoia. Passione e Ragione (con Carlo Maci), Roma, 2008.